# Deputados de Portugal no Parlamento Europeu (2004-2009)
Esta é uma lista dos 24 Deputados do Parlamento Europeu eleitos por Portugal para a sexta legislatura (2004-2009), ordenados pelo sobrenome. 

## A
- Ana Maria Gomes, PS (Partido Socialista Europeu)

## C
- Carlos Coelho, PSD (Partido Popular Europeu - Democratas Europeus)

## D
- Duarte Freitas, PSD (Partido Popular Europeu -Democratas Europeus)

## E
- Edite Estrela, PS (Partido Socialista Europeu)

- Elisa Ferreira, PS (Partido Socialista Europeu)
- Emanuel Jardim Fernandes, PS (Partido Socialista Europeu)

## F
- Fausto Correia, PS (Partido Socialista Europeu)
- Francisco Assis, PS (Partido Socialista Europeu)

## I
- Ilda Figueiredo, PCP (Esquerda Unitária Europeia/Esquerda Nórdica Verde)

## J
- Jamila Madeira, PS (Partido Socialista Europeu)

- João de Deus Pinheiro, PSD (Partido Popular Europeu-Democratas Europeus)

- Joel Hasse Ferreira, PS (Partido Socialista Europeu)
- José Ribeiro e Castro, CDS-PP (Partido Popular Europeu -Democratas Europeus)
- José Albino Silva Peneda, PSD (Partido Popular Europeu - Democratas Europeus)

## L
- Luís Manuel Capoulas Santos, PS (Partido Socialista Europeu)
- Luís Queiró, CDS-PP (Partido Popular Europeu - Democratas Europeus)

## M
- Manuel António dos Santos, PS (Partido Socialista Europeu)
- Maria da Assunção Esteves, PSD (Partido Popular Europeu - Democratas Europeus)
- Miguel Portas, B.E. (Esquerda Unitária Europeia/Esquerda Nórdica Verde)

## P
- Paulo Casaca, PS (Partido Socialista Europeu)
- Pedro Guerreiro, PCP (Esquerda Unitária Europeia/Esquerda Nórdica Verde)¹

## S
- Sérgio Marques, PSD (Partido Popular Europeu - Democratas Europeus)
- Sérgio Sousa Pinto, PS (Partido Socialista Europeu)

## V
- Vasco Graça Moura, PSD (Partido Popular Europeu -Democratas Europeus)